# Monte Ross
O monte Ross (em francês:  mont Ross) é a montanha mais alta das Ilhas Kerguelen, um arquipélago no sul do oceano Índico que integra as Terras Austrais e Antárticas Francesas. Tem 1850 metros de altitude e proeminência topográfica.
O seu nome foi dado na expedição do HMS Challenger em 1874 em homenagem ao explorador polar James Clark Ross (1800-1862) que visitou o arquipélago em 1840.